# جيني لويس
جيني لويس (بالإنجليزية: Jenny Lewis)‏ (و. 1976  م) هي مغنية مؤلفة، وعازفة قيثارة، وممثلة تلفزيونية، وممثلة أفلام أمريكية، ولدت في لاس فيغاس، تستخدم آلات قيثارة.

## وصلات خارجية
- جيني لويس على موقع IMDb (الإنجليزية)
- جيني لويس على موقع ألو سيني (الفرنسية)
- جيني لويس على موقع ميوزك برينز (الإنجليزية)
- جيني لويس على موقع رولينغ ستون (الإنجليزية)
- جيني لويس على موقع أول موفي (الإنجليزية)
- جيني لويس على موقع قاعدة بيانات الأفلام السويدية (السويدية)
- جيني لويس على موقع إن إن دي بي (الإنجليزية)
- جيني لويس على موقع أول ميوزيك (الإنجليزية)
- جيني لويس على موقع ديسكوغز (الإنجليزية)
- جيني لويس على موقع قاعدة بيانات الفيلم (الإنجليزية)